# Pierre Levent
Pierre Levent est un directeur de la photographie français né le 2 novembre 1910 dans le 9e arrondissement de Paris et mort le 20 septembre 1987 à Outarville (Loiret).

## Filmographie partielle
Courts métrages
- 1942 : Le Charron de Georges Rouquier
- 1947 : Aux portes du monde saharien de Robert Vernay
- 1951 : Naissance du cinéma de Roger Leenhardt
- 1960 : Le Bouclier de Georges Rouquier
- 1961 : Rupture de Pierre Étaix
- 1961 : Heureux Anniversaire de Pierre Étaix
- 1964 : Tous les enfants du monde, d'André Michel

Longs métrages
- 1934 : Itto, de Jean-Benoît Lévy et Marie Epstein
- 1937 : Un carnet de bal de Julien Duvivier
- 1938 : Un gosse en or de Georges Pallu
- 1938 : Petite Peste de Jean de Limur

- 1947 : Nuit sans fin de Jacques Séverac
- 1947 : La Renégate de Jacques Séverac
- 1948 : Halte... Police ! de Jacques Séverac
- 1949 : Drame au Vel'd'Hiv' de Maurice Cam
- 1950 : Nous avons tous fait la même chose de René Sti
- 1950 : L'Extravagante Théodora de Henri Lepage
- 1950 : La Dame de chez Maxim de Marcel Aboulker
- 1950 : Uniformes et Grandes Manœuvres de René Le Hénaff
- 1952 : Un jour avec vous de Jean-René Legrand
- 1953 : Le Gang des pianos à bretelles ou Gangsters en jupons de Gilles de Turenne et Jacques Daniel-Norman
- 1959 : Suspense au Deuxième Bureau de Christian de Saint-Maurice
- 1960 : Le Pain des Jules de Jacques Séverac
- 1963 : Le Soupirant de Pierre Étaix
- 1964 : Un soir... par hasard d'Ivan Govar
- 1966 : Les Combinards, de Jean-Claude Roy
- 1969 : Ciné-Girl de Francis Leroi
- 1970 : Le Petit bougnat de Bernard Toublanc-Michel
- 1976 : Du côté des tennis de Madeleine Hartmann

## Acteur
- 1984 : Les Enquêtes du commissaire Maigret, épisode : Maigret à Vichy d'Alain Levent